# Synarmostes niger
Synarmostes niger är en skalbaggsart som beskrevs av Renaud Maurice Adrien Paulian 1979. Synarmostes niger ingår i släktet Synarmostes och familjen Hybosoridae. Inga underarter finns listade i Catalogue of Life.